# Alan Williams (homme politique)
Pour les articles homonymes, voir Alan Williams et Williams.
Alan John Williams (14 octobre 1930 – 21 décembre 2014) est un homme politique travailliste britannique, qui est député pour Swansea Ouest de 1964 à 2010. Il est connu pour son travail de contrôle des dépenses publiques.

## Famille et formation
Williams est né à Caerphilly, le fils de Emlyn, un ancien mineur, qui est devenu un agent du gouvernement local, et de Violet Ross. Il fait ses études à Cardiff, au Collège de Technologie et de Commerce où il obtient un BSc en économie en 1954 (décerné par l'Université de Londres). À l'University College (Oxford), il étudie l'EPI. Il est devenu maître de conférences en économie à l'Université de Cardiff puis journaliste.

## Député de Swansea Ouest
Il se présente à Poole en 1959, et est battu par le conservateur sortant, Richard Pilkington. Peu de temps après, il est sélectionné comme candidat à Swansea Ouest qu'il gagne sur les Conservateurs avec une majorité de 403 voix. La circonscription, contenant le centre-ville, l'université et la relativement prospère banlieue ouest, est historiquement difficile pour les travaillistes, à l'inverse de Swansea-Est. Percy Morris, élu lors des Élections générales britanniques de 1945 avait vu sa majorité diminuer d'un millier de voix en 1955 avant d'être battu par le Conservateur Hugh Rees quatre ans plus tard. Williams reprend le siège en 1964, et le garde pendant près de 46 ans. Cependant, il n'a jamais été totalement en sécurité, et Rees a fait deux tentatives infructueuses pour retrouver le siège en 1966 et en 1970. Wiliams a eu une majorité très serrée en 1979, dans le sillage de l'"hiver du mécontentement" et à cause des divisions dans le Parti Travailliste Gallois sur la décentralisation, il obtient seulement 401 voix de majorité. Il obtient de meilleurs scores par la suite, mais le fait que les Libéraux-Démocrates ont été près de gagner le siège après son départ à la retraite en 2010 suggère qu'il avait une aura personnelle.

## Carrière parlementaire
Williams sert sous Harold Wilson en tant que Sous-Secrétaire d'État aux Affaires Économiques de 1967 à 1969, puis en tant que Secrétaire Parlementaire auprès du Ministère de la Technologie, jusqu'en 1970. Lorsque les travaillistes reprennent le pouvoir, en février 1974, Williams est fait Ministre d'État au Département des Prix et de la Protection des Consommateurs, restant jusqu'au départ de Wilson en 1976. Le nouveau Premier Ministre, James Callaghan, le nomme Ministre d'État au Ministère de l'Industrie où il est resté jusqu'en 1979.
Williams est fait Conseiller Privé en 1977. Il est un député "backbencher" de 1989 à 2010, et président du Comité de Liaison de 2001 à 2010. Il est un Eurosceptique et s'est opposé à la Dévolution du pouvoir au profit de l'Assemblée nationale du pays de Galles.

### Père de la Chambre
À la suite du retrait de Tam Dalyell aux élections générales de 2005, Williams devient le député siégeant depuis le plus longtemps, ce qui lui vaut le titre de Père de la Chambre. En tant que Père de la Chambre, Williams a présidé les Communes lors de l'élection du Speaker du 22 juin 2009.

## Vie personnelle
Il épouse (Marie), Patricia Rees en juin 1957 à Bedwellty. Ils ont deux fils et une fille, Sian.